# Jeggau
Jeggau este o comună din landul Saxonia-Anhalt, Germania.

## Geografie
Jeggau este situat la 13 kilometri vest de Gardelegen, în sudul Altmark, în zona de conservare Drömling. În cartier se află așezările mici Eigenthum și Dudel, care sunt la nord-est de satul stradal.

## Trafic
Nu departe de sat se află canalul Mittelland, următorul port de transport este în Calvörde.